# رووینا کوپر
رووینا کوپر (انگلیسی: Rowena Cooper؛ زادهٔ ۱۹۳۵) بازیگر اهل بریتانیا است.
از فیلم‌ها یا مجموعه‌های تلویزیونی که وی در آن‌ها نقش داشته‌است، می‌توان به پوآرو، ماجراهای سارا جین، جناح و تیراندازی ماهی اشاره نمود.